# Concentrazione (statistica)
In statistica la concentrazione è una proprietà dei caratteri trasferibili

## Il concetto statistico di concentrazione

### Caratteri quantitativi trasferibili
Si usa distinguere i caratteri statistici in qualitativi -
quando le modalità del carattere sono espresse mediante attributi
- e quantitativi - quando le modalità sono espresse mediante
valori numerici, rappresentativi di una misurazione o di un conteggio
.
Un carattere quantitativo può essere misurato su scala di intervallo - quando lo 0 ha valore convenzionale e i confronti fra valori possono essere eseguiti mediante differenze - o su scala di rapporto - quando lo 0 sta ad indicare l'assenza del carattere medesimo e i confronti possono essere eseguiti anche mediante rapporti fra valori
.
Alcuni caratteri quantitativi sono propri di una data unità statistica
e non sono cedibili o trasferibili da questa ad altre unità, come
per esempio la statura, il peso, l'età o il numero di figli partoriti
da una donna. Esistono altri caratteri quantitativi, invece, che possono
essere ceduti parzialmente o totalmente da un'unità ad un'altra. Ne
sono un esempio il patrimonio o il reddito, nonché il numero di dipendenti
di un'azienda o il numero di autovetture di una famiglia.
Il carattere che un'unità statistica può cedere, anche parzialmente,
ad un'altra è detto carattere trasferibile. I caratteri trasferibili sono misurati, naturalmente, su scala di rapporto

### Equidistribuzione e concentrazione
Si supponga di rilevare un carattere trasferibile in un collettivo composto da n individui. Le n osservazioni di tale carattere sono genericamente indicate con {\displaystyle a_{1}}, {\displaystyle a_{2}},{\displaystyle \ldots }, {\displaystyle a_{n}} e, senza perdere in generalità, si supponga che tali valori siano ordinati in senso non decrescente, cioè {\displaystyle a_{i}\leq a_{j}} quando
{\displaystyle i<j}. Essendo il carattere trasferibile ha senso considerare la somma delle n osservazioni, cioè l'ammontare complessivamente posseduto dall'intero collettivo
{\displaystyle A=\sum _{i=1}^{n}a_{i}}
I termini equidistribuzione e concentrazione fanno riferimento al 
modo in cui l'ammontare complessivo A è ripartito fra gli n individui.
Un carattere trasferibile è equidistribuito quando l'ammontare
complessivo A è distribuito in parti uguali fra tutti gli individui,
cioè quando
{\displaystyle a_{i}={\frac {A}{n}},\quad i=1,\,2,\ldots ,\,n}
In una simile situazione la frazione degli h individui più poveri
è uguale a h/n ed essa possiede una frazione dell'ammontare complessivo
A uguale a
{\displaystyle {\frac {1}{A}}\sum _{i=1}^{h}a_{i}={\frac {1}{A}}\sum _{i=1}^{h}{\frac {A}{n}}=\sum _{i=1}^{h}{\frac {1}{n}}={\frac {h}{n}},}
cioè le due frazioni coincidono.
Quando il carattere non è equidistribuito, esso 
è tanto più concentrato quanto minore è la frazione dell'ammontare
complessivo A che spetta ad una qualunque frazione degli individui
più "poveri", oppure esso è tanto più concentrato quanto maggiore
è la frazione dell'ammontare complessivo A che spetta ad una qualunque
frazione degli individui più "ricchi". In altre parole, la frazione
degli h individui più poveri è {\displaystyle h/n}; questi individui collettivamente
posseggono una quota dell'ammontare A che può essere determinata
come
{\displaystyle A^{-}={\frac {1}{A}}\cdot \sum _{i=1}^{h}a_{i}}
Agli h individui più poveri si possono contrapporre idealmente
gli h individui più ricchi. La frazione degli individui più ricchi
sarà ancora {\displaystyle h/n}, ma la quota dell'ammontare da questi posseduta
è
{\displaystyle A^{+}={\frac {1}{A}}\cdot \sum _{i=n-h}^{n}a_{i}}
Eccetto che nel caso di equidistribuzione, risulta sempre {\displaystyle A^{+}>A^{-}},
cioè {\displaystyle A^{+}-A^{-}>0} e questa differenza è tanto più grande quanto
più il carattere è concentrato.
Il carattere ha concentrazione massima quando una sola unità
possiede l'intero ammontare A e le rimanenti n-1 unità possiedono
0. In questo caso risulta {\displaystyle A^{+}=A} e {\displaystyle A^{-}=0}.
Il concetto statistico di concentrazione ha molteplici applicazioni
in ambito economico e sociale di cui si darà conto nel par. Applicazioni.

### Legami con altri concetti statistici
Dalla definizione di equidistribuzione e di concentrazione di un carattere
quantitativo trasferibile è evidente che esiste un legame fra questi
concetti e la variabilità. La situazione di equidistribuzione coincide
chiaramente con una situazione di variabilità nulla. Mentre all'aumentare
della concentrazione aumenta la variabilità e viceversa.
Fissato l'ammontare complessivo A di un carattere trasferibile,
è possibile determinare la distribuzione di frequenze che ha la massima
variabilità rispetto ad una data misura (varianza, differenza semplice
media, etc.). Si può dimostrare facilmente che tale distribuzione
è proprio quella di massima concentrazione, cioè quella in cui n-1
individui posseggono 0 e un solo individuo possiede l'ammontare
complessivo A. Potenzialmente, un qualsiasi indice relativo di
variabilità può essere adatto a misurare la concentrazione, ma non
tutti soddisfano i requisiti necessari per misurare in modo appropriato
la concentrazione. Comunque, i legami sopra evidenziati si traducono
in relazioni funzionali fra misure di variabilità e di concentrazione
che saranno, brevemente, esaminate quando si illustreranno gli indici
di concentrazione.
Il concetto statistico di omogeneità è per certi versi analogo
a quello di equidistribuzione o concentrazione nulla: difatti, un
collettivo è detto omogeneo rispetto ad un dato carattere se tutte
le sue unità presentano la medesima modalità del carattere. Il concetto
complementare di eterogeneità non coincide con quello di concentrazione.
Equidistribuzione e concentrazione hanno anche un legame con i concetti
di simmetria e asimmetria della distribuzione di un
carattere quantitativo trasferibile.

## Il diagramma di Lorenz
Il diagramma di Lorenz è una rappresentazione grafica che consente 
di mettere rapidamente a confronto una situazione di concentrazione
realmente osservata con la situazione ideale di equidistribuzione,
nonché di calcolare alcune misure sintetiche della concentrazione.

### Costruzione del diagramma a partire da una distribuzione unitaria
Come nella precedente sezione "Equidistribuzione e concentrazione", 
supponiamo che le n osservazioni di un carattere trasferibile in
un collettivo di n unità siano genericamente indicate con {\displaystyle a_{1},\,a_{2},\ldots ,\,a_{n}} e, senza perdere in generalità, si supponga che tali valori siano
ordinati in senso non decrescente, cioè {\displaystyle a_{i}\leq a_{j}} quando
{\displaystyle i<j}.
Si defiscono le sequenze di valori:
1. ammontare cumulato posseduto dalle i unità più povere: {\displaystyle A_{i}=\sum _{h=1}^{i}a_{h}}. L'ultimo termine di questa successione, {\displaystyle A_{n}}, indica l'ammontare del carattere complessivamente detenuto dalle n unità statistiche[4].
2. proporzione cumulata del totale posseduta dalle i unità più povere: {\displaystyle q_{0}=0} e {\displaystyle q_{i}={A_{i}}/{A_{n}}} per {\displaystyle i\geq 1}. Si tratta di una sequenza non decrescente di valori, poiché se {\displaystyle i<j},allora risulta {\displaystyle q_{j}={\frac {A_{j}}{A_{n}}}={\frac {A_{i}+a_{i+1}+\cdots +a_{j}}{A_{n}}}={\frac {A_{i}}{A_{n}}}+{\frac {a_{i+1}+\cdots +a_{j}}{A_{n}}}=q_{i}+{\frac {a_{i+1}+\cdots +a_{j}}{A_{n}}}\geq q_{i}}.
3. proporzione cumulata delle i unità più povere: {\displaystyle p_{0}=0} e {\displaystyle p_{i}={i}/{n}} per {\displaystyle i\geq 1}. Si tratta di una sequenza strettamente crescente di valori, poiché se {\displaystyle i<j}, allora risulta {\displaystyle {\frac {i}{n}}<{\frac {j}{n}}} e dunque {\displaystyle p_{i}<p_{j}}. Si osservi, inoltre, che i valori {\displaystyle p_{i}} rappresentano anche la proporzione cumulata del totale posseduta dalle i unità più povere nel caso in cui vi fosse equidistribuzione del carattere. In tal caso infatti ogni unità possiederebbe {\displaystyle {\bar {a}}=A_{n}/nr} e, pertanto, risulta {\displaystyle A_{i}=i\cdot {\bar {a}}} e, naturalmente, {\displaystyle A_{n}=n\cdot {\bar {a}}}, pertanto {\displaystyle {\frac {A_{i}}{A_{n}}}={\frac {i\cdot {\bar {a}}}{n\cdot {\bar {a}}}}={\frac {i}{n}}=p_{i}}.

Notiamo, infine, che nel caso di equidistribuzione risulta {\displaystyle p_{i}=q_{i}}, mentre se il carattere è concentrato risulta {\displaystyle q_{i}<p_{i}}. Difatti per una nota proprietà della media aritmetica risulta 
{\displaystyle {\frac {A_{i}}{i}}<{\frac {A_{n}}{n}}} e da questa si ottiene  {\displaystyle {\frac {A_{i}}{A_{n}}}<{\frac {i}{n}}}.
La curva di Lorenz o di concentrazione si costruisce collocando su un sistema cartesiano monometrico la sequenza {\displaystyle p_{i}} in ascissa e la sequenza {\displaystyle q_{i}} in ordinata, congiungendo con segmenti i punti così individuati nel piano. Per un pronto confronto visivo con la situazione di equidistribuzione, si riporta sul grafico anche il segmento congiungente i punti {\displaystyle \left(0,\,0\right)} e {\displaystyle \left(1,\,1\right)}.